# Cnemaspis
Cnemaspis Strauch, 1887 è un genere di piccoli sauri della famiglia dei Gekkonidi, diffusi in Africa e Asia.

## Descrizione

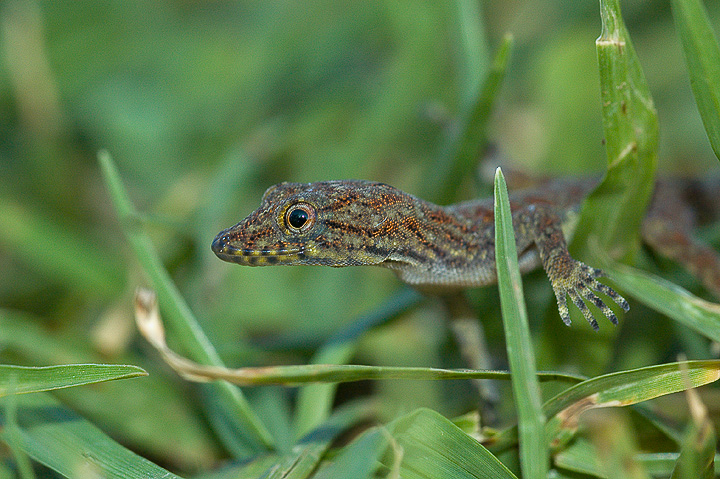

Sono gechi di taglia piccola, dotati di pupille rotonde, tipiche delle specie diurne.

## Biologia
Sono gechi diurni.
Si nutrono di insetti.

## Distribuzione e habitat
Il genere è diffuso prevalentemente in Asia meridionale e nel Sud-Est asiatico; un esiguo numero di specie è presente nell'Africa subsahariana.

## Tassonomia
Il genere Cnemaspis comprende 107 specie:
- Cnemaspis affinis (Stoliczka, 1870)
- Cnemaspis africana (Werner, 1895)
- Cnemaspis alantika Bauer, Chirio, Ineich & Lebreton, 2006
- Cnemaspis alwisi Mendis Wickramasinghe & Munindradasa, 2007
- Cnemaspis amith Manamendra-Arachchi et al., 2007
- Cnemaspis anaikattiensis Mukherjee, Bhupathy & Nixon, 2005
- Cnemaspis andersonii (Annandale, 1905)
- Cnemaspis argus Dring, 1979
- Cnemaspis assamensis Das & Sengupta, 2000
- Cnemaspis aurantiacopes Grismer & Ngo, 2007
- Cnemaspis australis Manamendra-Arachchi et al., 2007
- Cnemaspis barbouri Perret, 1986
- Cnemaspis baueri Das & Grismer, 2003
- Cnemaspis bayuensis Grismer, Grismer, Wood & Chan, 2008
- Cnemaspis beddomei (Beddome, 1870)
- Cnemaspis bidongensis Grismer et al, 2014
- Cnemaspis biocellata Grismer, Chan, Nasir & Sumontha, 2008
- Cnemaspis boiei (Gray, 1842)
- Cnemaspis boulengerii Strauch, 1887
- Cnemaspis caudanivea Grismer & Ngo, 2007
- Cnemaspis chanardi Grismer, Sumontha, Cota, Grismer, Wood, Pauwels & Kunya, 2010
- Cnemaspis chanthaburiensis Bauer & Das, 1998
- Cnemaspis clivicola Manamendra-Arachchi et al., 2007
- Cnemaspis dezwaani Das, 2005
- Cnemaspis dickersonae (Schmidt, 1919)
- Cnemaspis dilepis Perret, 1963
- Cnemaspis dringi Das & Bauer, 1998
- Cnemaspis elgonensis Loveridge, 1935
- Cnemaspis flavigaster Chan & Grismer, 2008
- Cnemaspis flavolineata (Loveridge, 1935)
- Cnemaspis gemunu Bauer, De Silva, Greenbaum & Jackman, 2007
- Cnemaspis gigas Perret, 1986
- Cnemaspis goaensis Sharma, 1976
- Cnemaspis gracilis (Beddome, 1870)
- Cnemaspis grismeri Wood, Quah, Anuar Ms & Muin, 2013
- Cnemaspis harimau Chan et al., 2010
- Cnemaspis heteropholis (Bauer, 2002)
- Cnemaspis huaseesom Grismer et al., 2010
- Cnemaspis indica Gray, 1846
- Cnemaspis indraneildasii Bauer, 2002
- Cnemaspis jacobsoni Das, 2005
- Cnemaspis jerdonii (Theobald, 1868)
- Cnemaspis kallima Manamendra-Arachchi et al., 2007
- Cnemaspis kamolnorranathi Grismer et al., 2010
- Cnemaspis kandiana Kelaart, 1852
- Cnemaspis karsticola Grismer, Grismer, Wood & Chan, 2008
- Cnemaspis kendallii (Gray, 1845)
- Cnemaspis koehleri Mertens, 1937
- Cnemaspis kolhapurensis Giri, Bauer & Gaikwad, 2009
- Cnemaspis kumarasinghei Mendis Wickramasinghe & Munindradasa, 2007
- Cnemaspis kumpoli Taylor, 1963
- Cnemaspis laoensis Grismer, 2010
- Cnemaspis latha Manamendra-Arachchi et al., 2007
- Cnemaspis limi Das & Grismer, 2003
- Cnemaspis littoralis (Jerdon, 1854)
- Cnemaspis mcguirei Grismer, Grismer, Wood & Chan, 2008
- Cnemaspis menikay Manamendra-Arachchi et al., 2007
- Cnemaspis modiglianii Das, 2005
- Cnemaspis molligodai Mendis Wickramasinghe & Munindradasa, 2007
- Cnemaspis monachorum Grismer et al., 2009
- Cnemaspis monticola Manamendra-Arachchi et al., 2007
- Cnemaspis mysoriensis (Jerdon, 1853)
- Cnemaspis nairi Inger, Marx & Koshy, 1984
- Cnemaspis narathiwatensis Grismer et al., 2010
- Cnemaspis neangthyi Grismer, Grismer & Chav, 2010
- Cnemaspis nigridius (Smith, 1925)
- Cnemaspis nilagirica Manamendra-Arachchi et al., 2007
- Cnemaspis niyomwanae Grismer et al., 2010
- Cnemaspis nuicamensis Grismer & Ngo, 2007
- Cnemaspis occidentalis Angel, 1943
- Cnemaspis ornata (Beddome, 1870)
- Cnemaspis otai Das & Bauer, 2000
- Cnemaspis paripari Grismer & Onn, 2009
- Cnemaspis pava Manamendra-Arachchi et al., 2007
- Cnemaspis permanggilensis Grismer & Das, 2006
- Cnemaspis perhentianensis Grismer & Chan, 2008
- Cnemaspis petrodroma Perret, 1986
- Cnemaspis phillipsi Manamendra-Arachchi et al., 2007
- Cnemaspis phuketensis Das & Leon, 2004
- Cnemaspis podihuna Deraniyagala, 1944
- Cnemaspis pseudomcguirei Grismer et al., 2009
- Cnemaspis psychedelica Grismer, Ngo & Grismer, 2010
- Cnemaspis pulchra Manamendra-Arachchi et al., 2007
- Cnemaspis punctata Manamendra-Arachchi et al., 2007
- Cnemaspis punctatonuchalis Grismer et al., 2010
- Cnemaspis quattuorseriata (Sternfeld, 1912)
- Cnemaspis rammalensis Vidanapathirana et al., 2014
- Cnemaspis retigalensis Mendis Wickramasinghe & Munindradasa, 2007
- Cnemaspis roticanai Grismer & Onn, 2010
- Cnemaspis samanalensis Mendis Wickramasinghe & Munindradasa, 2007
- Cnemaspis scalpensis (Ferguson, 1877)
- Cnemaspis selamatkanmerapoh Grismer et al., 2013
- Cnemaspis shahruli Grismer et al., 2010
- Cnemaspis siamensis (Smith, 1925)
- Cnemaspis silvula Manamendra-Arachchi et al., 2007
- Cnemaspis sisparensis (Theobald, 1876)
- Cnemaspis spinicollis (Müller, 1907)
- Cnemaspis timoriensis (Duméril & Bibron, 1836)
- Cnemaspis tropidogaster (Boulenger, 1885)
- Cnemaspis tucdupensis Grismer & Ngo, 2007
- Cnemaspis upendrai Manamendra-Arachchi et al., 2007
- Cnemaspis uzungwae Perret, 1986
- Cnemaspis vandeventeri Grismer et. al., 2010
- Cnemaspis whittenorum Das, 2005
- Cnemaspis wicksi (Stoliczka, 1873)
- Cnemaspis wynadensis (Beddome, 1870)
- Cnemaspis yercaudensis Das & Bauer, 2000